# メリル・シルバーバーグ
- メタルギアシリーズ > メタルギアシリーズの登場人物 > メリル・シルバーバーグ

メリル・シルバーバーグ（Meryl Silverburgh、1986年 - ）は、コナミ（現、コナミデジタルエンタテインメント）のアクションゲーム、メタルギアシリーズに登場する架空の人物。
もとは1994年に発売された、同じく小島秀夫によるゲーム『ポリスノーツ』のキャラクターであったが、その後同じ容姿の別人として1998年発売の『メタルギアソリッド』に登場。主人公・ソリッド・スネークのサイドキックとして登場した。
日本語版の声優は寺瀬今日子、英語版はデビメイ・ウェスト。

## 設定
先述からも分かるように、メタルギアシリーズにおけるメリルの原型となったのは、『メタルギアソリッド』以前に発売された小島秀夫監督作品の『ポリスノーツ』に登場するキャラクターである。木下富晴がデザインしたこのキャラクターを、小島は『ポリスノーツ』の最も好きなキャラクターに挙げるほど気に入り、その設定を『メタルギアソリッド』に持ち込んだ。
また、『ポリスノーツ』におけるメリルの恋人「デイブ・フォレスト」の名も、ソリッド・スネークの本名として『メタルギアソリッド』に持ち込まれた。

### メタルギアシリーズ
『メタルギアソリッド』では、ソリッド・スネークの上官であるロイ・キャンベル大佐の姪として登場するが、ラストで実際にはキャンベルとその弟の妻との不倫関係の間に生まれた娘であることが明らかになる。
スネークから「安全装置が外れてないぞ」という初歩的なハッタリをかまされたり、「目線が定まっておらず、銃口が震えている」として、まだ人を撃ったことが無いことをスネークから指摘されて、新米呼ばわりされたりする。
しかし素質は十分であり、敵兵士を苦もなく倒し敵地への潜り込みも違和感なくやり遂げるなど次第にポテンシャルを発揮した。8歳の時からデザートイーグルを使用しており、「ブラジャーよりも付き合いが長い」と言うほど長く愛用している。
シャドー・モセス島事件をきっかけに兵士として、また女性としての成長を見る。事件後はスネークと共に死んだことにされ軍を除隊。ガンズ・オブ・ザ・パトリオット事件では軍に復帰している。
本流のシリーズとはパラレルの世界観にあたる『メタルギア ゴーストバベル』では直接の登場こそしないが、既に退役していたキャンベルを作戦に招聘するべく黒幕によって人質にされていたことが、トレーニングモードをクリアしていくと明らかになる。

### ポリスノーツ
『ポリスノーツ』におけるメリルは、作中では24歳。特殊部隊フォックスハウンドの隊員であったが、部隊が廃止された後スペースコロニー「ビヨンド・コースト」の警察BCP（ビヨンド・コースト・ポリス）に加わる。男勝りの性格で、バイクと「戦うこと」を趣味とする。
スペースコロニーを舞台とするゲームにおいて、小島は地球出身の女性であるメリルを母なる星・地球の象徴として意図しており、そのため母親を連想させる豊かな乳房を持つ女性と設定した。また、左腕には『メタルギア2 ソリッドスネーク』の作中でも使われたフォックスハウンドのマークの入墨がある。

## 来歴

### シャドー・モセス島事件
- 『メタルギアソリッド』（1998年発売）

2005年、事件当時は19歳。FOXHOUNDの補充要員として参加した。FOXHOUNDと次世代特殊部隊による武装蜂起に巻き込まれたが、反乱への加担を拒否し、最初は捕虜にされていた。看守のジョニー佐々木から服を奪い、スネークとともに行動する途中、FOXHOUNDの女性狙撃兵スナイパー・ウルフに狙撃されて重傷を負い、再び捕らえられる。
その後、リボルバー・オセロットに拷問されるも耐え抜いた。さらにリキッド・スネークによって時限爆弾とともにスネークへの重圧に利用されるも、スネークが勝ち、救出される。その後、リキッドに勝利したスネークと共にシャドー・モセス島を脱出する。
なお、ゲーム上ではプレイヤーの行動で生死が分かれ、スネークがオセロットの拷問に耐えた場合メリルは生き残り、耐えられなかった場合メリルは死亡することになる。死亡した場合、ゲーム後半においてはハル・エメリッヒ（以下、オタコン）がスネークのパートナーとなる。なお、イラストを担当した新川洋司はメリルの生死について「どっちにもとれるからね。メリルと逃げる時もオタコンは生きているし、オタコンの時だってメリルは死んだとは誰も言っていないし」と述べている。
彼女がFOXHOUNDの一員としてシャドー・モセス島に配属されたのは、彼らへの内偵を進めていたDIAのリチャード・エイムズ少佐と彼が真に属する「愛国者達」がロイ・キャンベルに対しての人質にするためであり、結局キャンベルはエイムズの言うままにスネークを利用した作戦に駆り出された。キャンベルは最後にスネークを助けようと、自身やメリルの命が危うくなる可能性を承知の上でシャドー・モセス島への空爆中止命令を発するが、直後にエイムズの部下によって身柄を拘束された。
最終的にキャンベルの身柄は解放され、メリルもスネークの手で救われている。また人質として有効利用するため、スネークの体内に注射された暗殺用ウィルス兵器FOXDIEのターゲットには入っていなかった。
「サイコセラピーにより、異性に興味を抱かないようにしている」と発言しているが、本作以降スネークには片思いに親しい敬愛の感情を抱いていたようである。

### ガンズ・オブ・ザ・パトリオット事件
- 『メタルギアソリッド4』（2008年発売）

2014年、事件当時は28歳。米国陸軍犯罪捜査司令部「CID」の下部組織、PMC内部監査機関に所属しており、民間軍事会社の監察任務を行っている。相変わらず.50口径デザートイーグルを愛用しており、米陸軍特殊部隊のラットパトロール・チーム01の隊長を務め、ジョナサン、エド、ジョニーを部下とし、アメリカ陸軍特殊作戦コマンド「ARSOC」指揮下でリキッド・オセロットの消息を追っている。なお、ラットパトロール・チーム01はアナグラムになっており、「RAT PT 01」→「PATR1OT」であり、「愛国者達（Patriots）」の影響下にあることを示唆している。
実父であるロイ・キャンベル大佐が、雷電の元恋人であるローズマリーと再婚したことでこれまで以上に関係が冷え込んでしまっており、キャンベルはスネークに「メリルが愛想を尽かすのもわかる」「『女たらしを親父とは認めない』と言っていた」と告げられる。しかし、この再婚がローズマリーと彼女の子供の身を守るための偽装であったことが判明し、親子関係は完全な修復とまではいかないもののわだかまりは消えた。
SOPシステムをリキッドに占拠された影響でまともに戦えなくなることもあったが、その時にSOPシステムの影響を受けなかった部下になっていたジョニー佐々木に助けられ、彼に戦場で告白されて最後はジョニー佐々木と結婚。結婚式では父を呼び、共にヴァージンロードを歩いた。